# Owyhee megye
Owyhee megye az Amerikai Egyesült Államokban, azon belül Idaho államban található. Megyeszékhelye Murphy, legnagyobb városa Homedale. Lakosainak száma 11 913 fő (2020. április 1.). Owyhee megye Canyon, Ada, Elmore, Twin Falls, Elko, Humboldt és Malheur megyékkel határos.

## Népesség
A megye népességének változása:
| Lakosok száma | 11 476 | 11 419 | 11 458 | 11 472 | 11 310 | 11 913 |
|               | 2010   | 2011   | 2012   | 2013   | 2015   | 2020   |